# 食品栄養科学部
食品栄養科学部（しょくひんえいようかがくぶ、英語：School of Food and Nutritional Sciences）は、大学に設置される学部の一つ。食品栄養科学に関する教育研究を実施する組織である。

## 概要
食品栄養科学部は、大学において食品栄養科学に関する教育、研究を行う学部である。食品科学と栄養科学とを密接に連携させるとともに、それらと関連の深いさまざまな学問についても教育、研究の環境が整えられているなど、学際的な学部であることが特徴である。日本で初めてこの学部を設置した静岡県立大学では「人の生命現象に深く関わりを持ち、食品科学と栄養科学を連携させた『食と健康』の学問を幅広い分野から探究する学際的な教育・研究を行う新しいタイプの学部」であると位置づけている。
日本においては、前述のように1987年に静岡県立大学に設置されたのが最初である。また、学部までには至らないものの食品栄養科学科として設置する大学も多い。また、大学院においては、同様の組織として食品栄養科学専攻が設置されている。日本国外においても、食品栄養科学を教育、研究する学部や学科が多くの大学に設置されている。
英語での名称については、「School of Food and Nutritional Sciences」とされることが多い。たとえば、静岡県立大学の食品栄養科学部は「School of Food and Nutritional Sciences」と称している。また、アイルランド国立大学のユニバーシティ・カレッジ・コークに設置された同学部も「School of Food and Nutritional Sciences」と称している。なお、東洋大学の食環境科学部も「Faculty of Food and Nutritional Sciences」と称しており、日本語での名称は大きく異なるものの、双方とも類似した学問を取り扱う学部である。また、食品栄養科学科については「Department of Food and Nutritional Sciences」とされることが多い。たとえば、リーディング大学の化学食品薬学部に設置された同学科や、タスキーギ大学の農業環境栄養科学部に設置された同学科は、いずれも「Department of Food and Nutritional Sciences」と称している。

## 教授される内容
食品学も栄養学も食物を研究対象としているが、食品学は食物の物質としての側面に着目し研究するのに対し、栄養学は生体内に入った食物の代謝や生体機能といったはたらきに着目し研究するなど、両者はそれぞれアプローチが異なっている。食品栄養科学は、これらの食品学と栄養学とを連携させることで、食物を総合的に研究する学問である。日本で食品栄養科学を提唱した医学者の星猛は、食品学に関わりの深い学問として生物学分野から遺伝子工学、農学分野から農芸化学、化学分野から分析化学、工学分野から生産工学、薬学分野から衛生学などを挙げるとともに、栄養学に関わりの深い学問として生物学分野から細胞生物学、生化学分野から病態生化学、生理学分野から臨床生理学、病理学分野から細菌学や免疫学などを挙げ、食品学や栄養学に加えてこれらの食と健康に関わる分野を総合的に探究する学問を食品栄養科学と位置づけている。

## 設置する大学
- アイルランド国立大学 ユニバーシティ・カレッジ・コーク[3]
- 静岡県立大学[7]

## 食品栄養科学科を設置する大学・学部
- リーディング大学 化学食品薬学部[5]
- 大阪市立大学 生活科学部[8]
- 中部大学 応用生物学部[9]
- タスキーギ大学 農業環境栄養科学部[6]

## 類似する名称の学部を設置する大学
- ブレシア大学 食品栄養学部[10]
- リーズ大学 食品科学栄養学部[11]
- 別府大学 食物栄養科学部[12]
- ポルト大学 栄養食品科学部[13]

## 食品栄養科学専攻を設置する大学院・研究科
- 静岡県立大学 大学院 生活健康科学研究科[註釈 1]
- 椙山女学園大学 大学院 生活科学研究科[14]
- 酪農学園大学 大学院 酪農学研究科[15]

## 食品栄養科学専攻を設置する大学院・学府
- 静岡県立大学 大学院 薬食生命科学総合学府[16]

## 類似する名称の研究科を設置する大学院
- 別府大学 大学院 食物栄養科学研究科[17]

### 註釈
1. ↑  生活健康科学研究科食品栄養科学専攻から薬食生命科学総合学府食品栄養科学専攻に改組。